# Michael Smith (football, 1991)
Michael John Smith, né le 17 octobre 1991 à Wallsend, en Angleterre, est un footballeur anglais. Il joue au poste d'attaquant pour le club de Preston North End. 

## Biographie
Le 5 avril 2010, il fait ses débuts professionnels.
Le 22 juin 2022, il rejoint Sheffield Wednesday.

## Palmarès

### Avec Rotherham United
- Vainqueur de l'EFL Trophy en 2022

### Distinctions personnelles
- Membre de l'équipe type de la League One (troisième division) en 2021-2022